# Mauricie
Mauricie (Mauritia) je malý rod palem, zahrnující pouze 2 druhy. Vyskytují se v Amazonii na vlhkých, bahnitých půdách a nezřídka vytvářejí rozlehlé porosty. Jsou to robustní solitérní palmy s dlanitozpeřenými listy a jednopohlavnými květenstvími. Plody jsou velké, pokryté střechovitými šupinami. Plody mauricií jsou významnou složkou potravy amazonských indiánů. Palmy poskytují také materiál na krytí střech, k pletení košů a podobně.

## Popis
Mauricie jsou robustní, solitérní, neostnité, dvoudomé palmy dorůstající výšky až 35 metrů. Kmeny jsou přímé, v horní části pokryté vytrvalými listovými pochvami, ve spodní části holé, uvnitř s měkkou dření. Listy jsou rozměrné, krátce dlanitozpeřené, reduplikátní, řapíkaté. Řapík je hladký, bez ostnů.
Květenství jsou jednotlivá, jednopohlavná, vyrůstající mezi bázemi listů, u obou pohlaví podobné skladby a velikosti.
Kalich je trubkovitý, zakončený 3 krátkými laloky, koruna je ve spodní části trubkovitá, trojlaločná.
Samčí květy obsahují 6 tyčinek s volnými, tlustými nitkami a jsou v rámci květenství uspořádány do jehnědovitých skupin.
Samičí květy jsou větší než samčí. Gyneceum je srostlé ze 3 plodolistů a obsahuje 3 komůrky v nichž je po 1 vajíčku. Čnělka je krátká, kuželovitá, zakončená 3 bliznami.
Plody jsou velké, v obrysu okrouhlé, obvykle jednosemenné, na vrcholu se zbytky vytrvalé čnělky, na povrchu pokryté rezavě hnědými, střechovitě se překrývajícími šupinami. Mezokarp je dužnatý a poměrně tlustý, endokarp není diferencovaný.

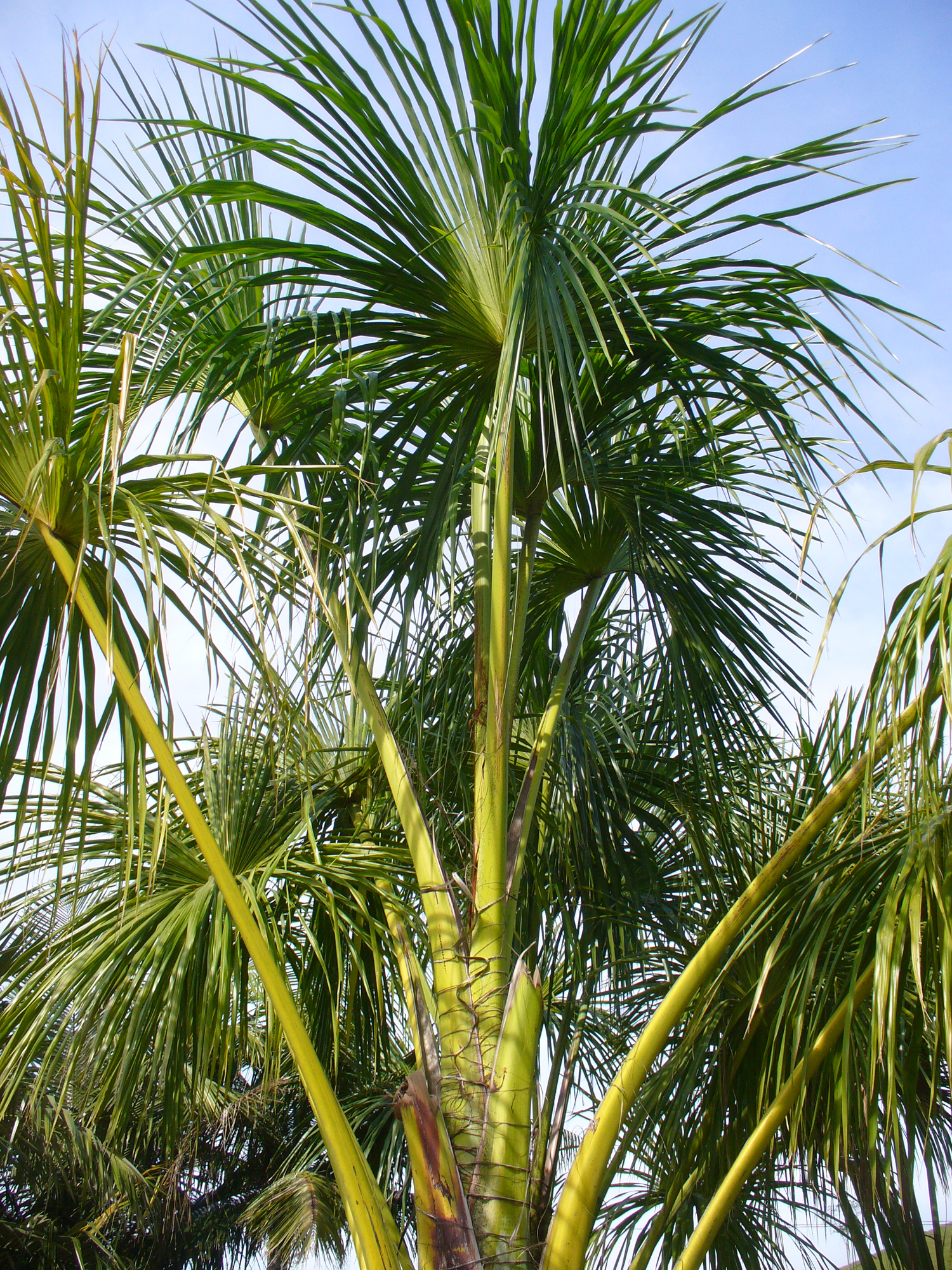
Listy mauricie převislé
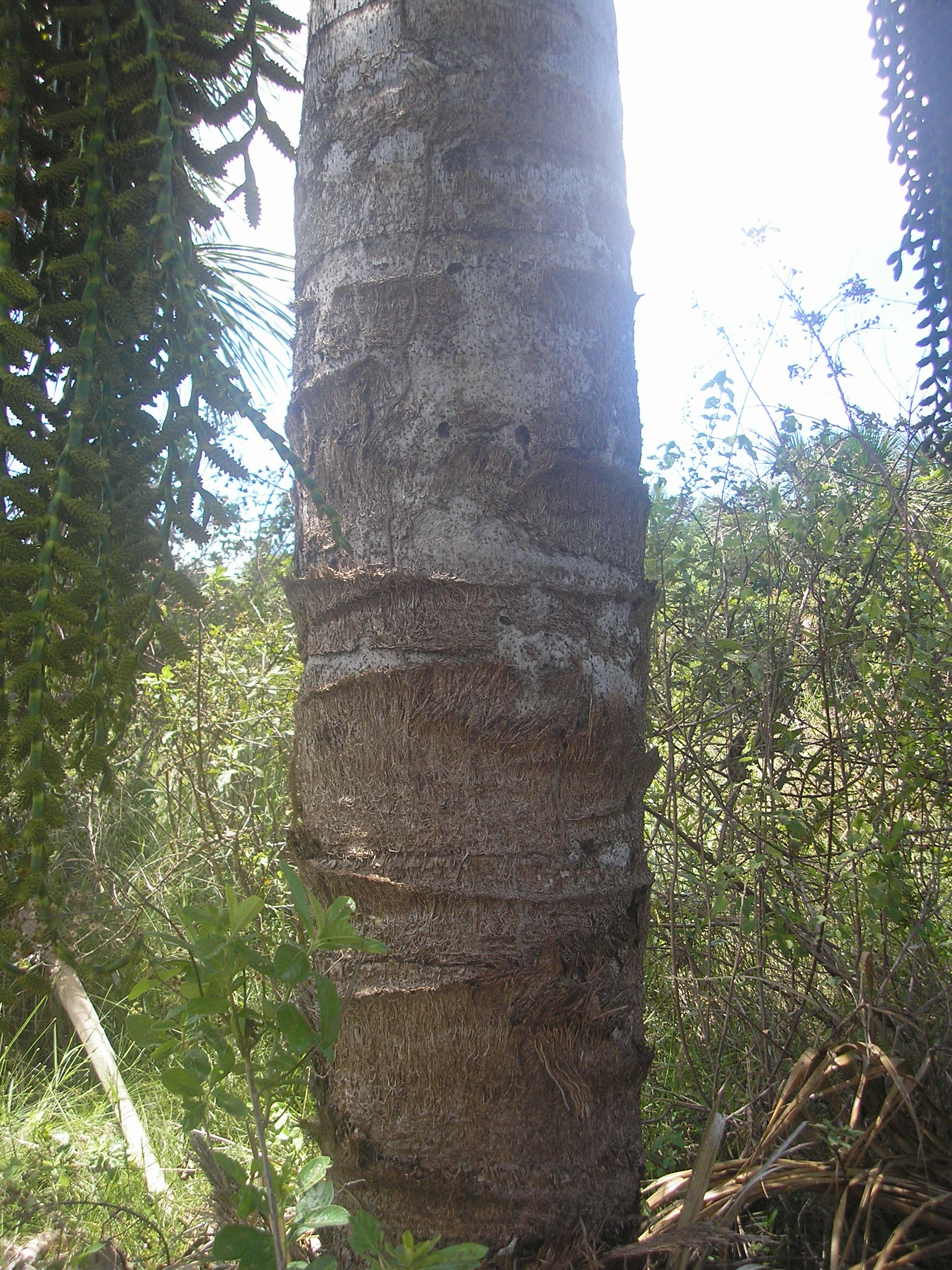
Kmen mauricie převislé
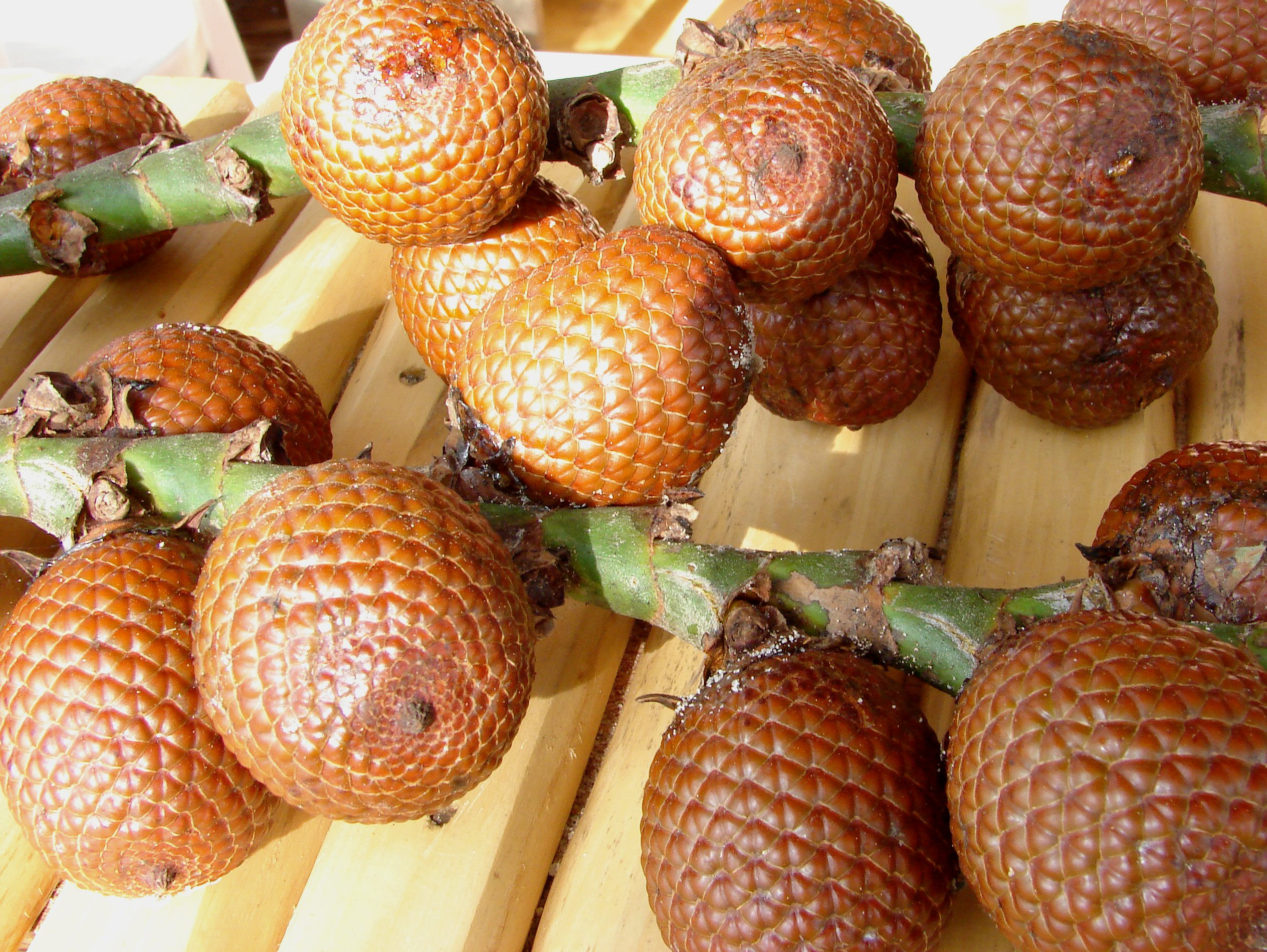
Plody mauricie převislé

## Rozšíření
Rod mauricie zahrnuje 2 druhy a vyskytuje se v Jižní Americe v oblasti Amazonie. Mauricie převislá (Mauritia flexuosa) je rozšířena v celé Amazonii v povodí Amazonky a Orinoka, na jih proniká v galeriových lesích podél řek i do brazilského cerrada. Většinou se vyskytuje v nížinách v nadmořských výškách do 300 metrů, na úpatí And však proniká až do výšky okolo 1000 metrů. Druh M. carana je svým výskytem víceméně omezen na povodí Río Negro v severní Brazílii, Kolumbii, Venezuele a Peru.
Mauricie převislá roste na bahnitých půdách. Zvlášť velké porosty tvoří na hlubokých rašelinných půdách na starých záplavových územích meandrujících vodních toků. Je schopna snášet i brakickou vodu.

## Taxonomie
Rod Mauritiella je v současné taxonomii palem řazen do podčeledi Calamoideae, tribu Lepidocaryeae a subtribu Mauritiinae. Součástí tohoto subtribu jsou dále rody Mauritiella a Lepidocaryum. V minulosti byly tyto 2 rody někdy slučovány s rodem Mauritia.

## Zástupci
- mauricie převislá (Mauritia flexuosa)

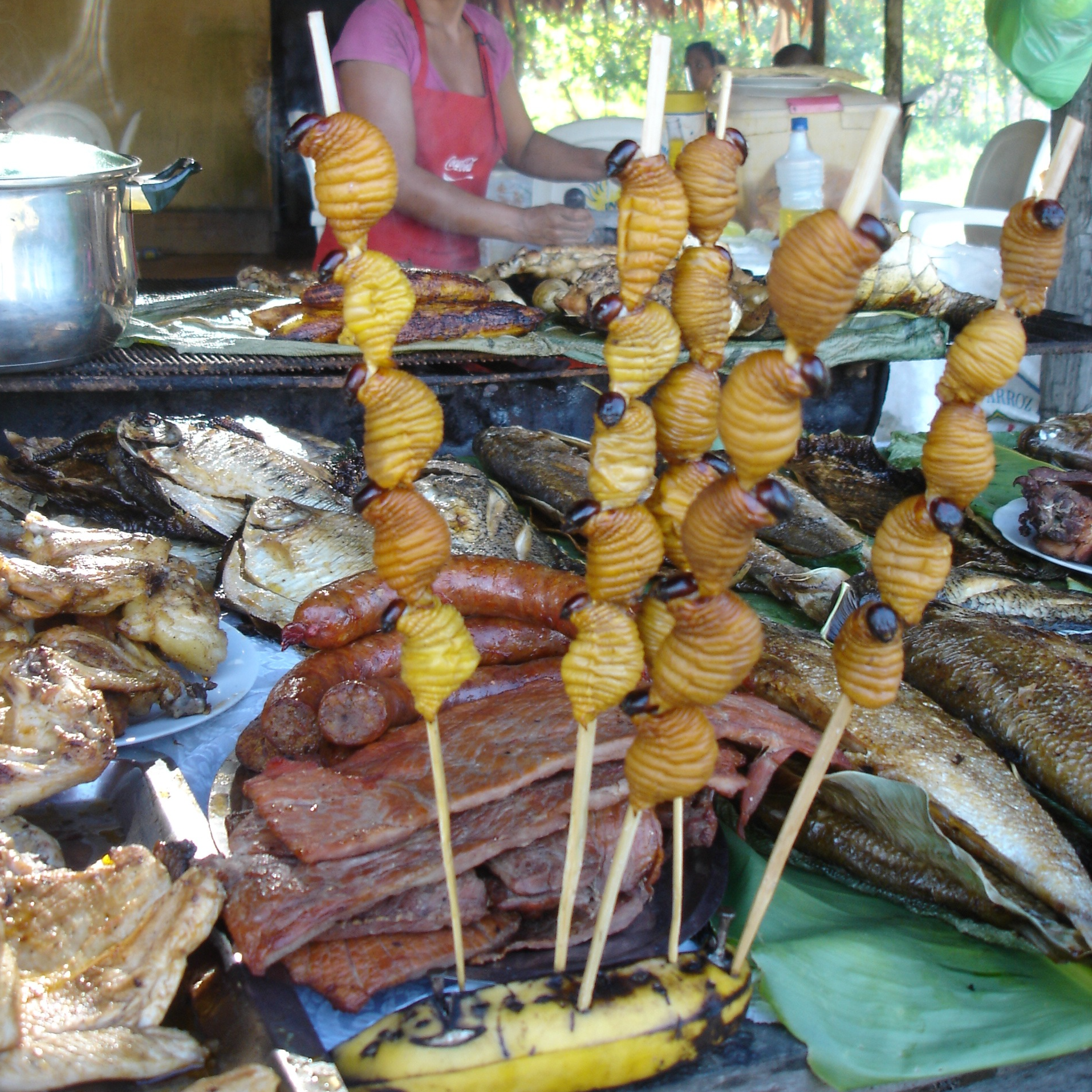
Pečené larvy nosatce z kmenové dřeně mauricie

## Význam
Plody mauricie jsou významnou složkou potravy amazonských indiánů. Dozrávají zpravidla v období dešťů. Dužnina je bohatá zejména na vitamíny C a A. Vitamínu A obsahuje asi trojnásobné množství oproti mrkvi. Připravují se z ní populární nápoje a je též zkvašována na palmové víno. Také sladká šťáva získávaná z nařízlého květenství slouží k výrobě nápojů a vína. Získává se z ní také olej. Jedlý je i endosperm semen. Z dřeně kmene se získává škrob. V padlých kmenech této palmy se nacházejí tučné larvy nosatcovitého brouka Rhynchophorus palmarum, které jsou v Amazonii zpestřením jídelníčku. Kaše z dužniny plodů je v Guyaně používána při léčení průjmů a úplavice.
Listy Mauritia carana jsou v Amazonii využívány jako krytina na střechy. V některých oblastech jsou referovanou střešní krytinou domorodých stavení, která vydrží nejméně 7 let. Řapíky se podélně rozřezávají na tenké pásky, používané k pletení košů, výrobě sítí a podobně.

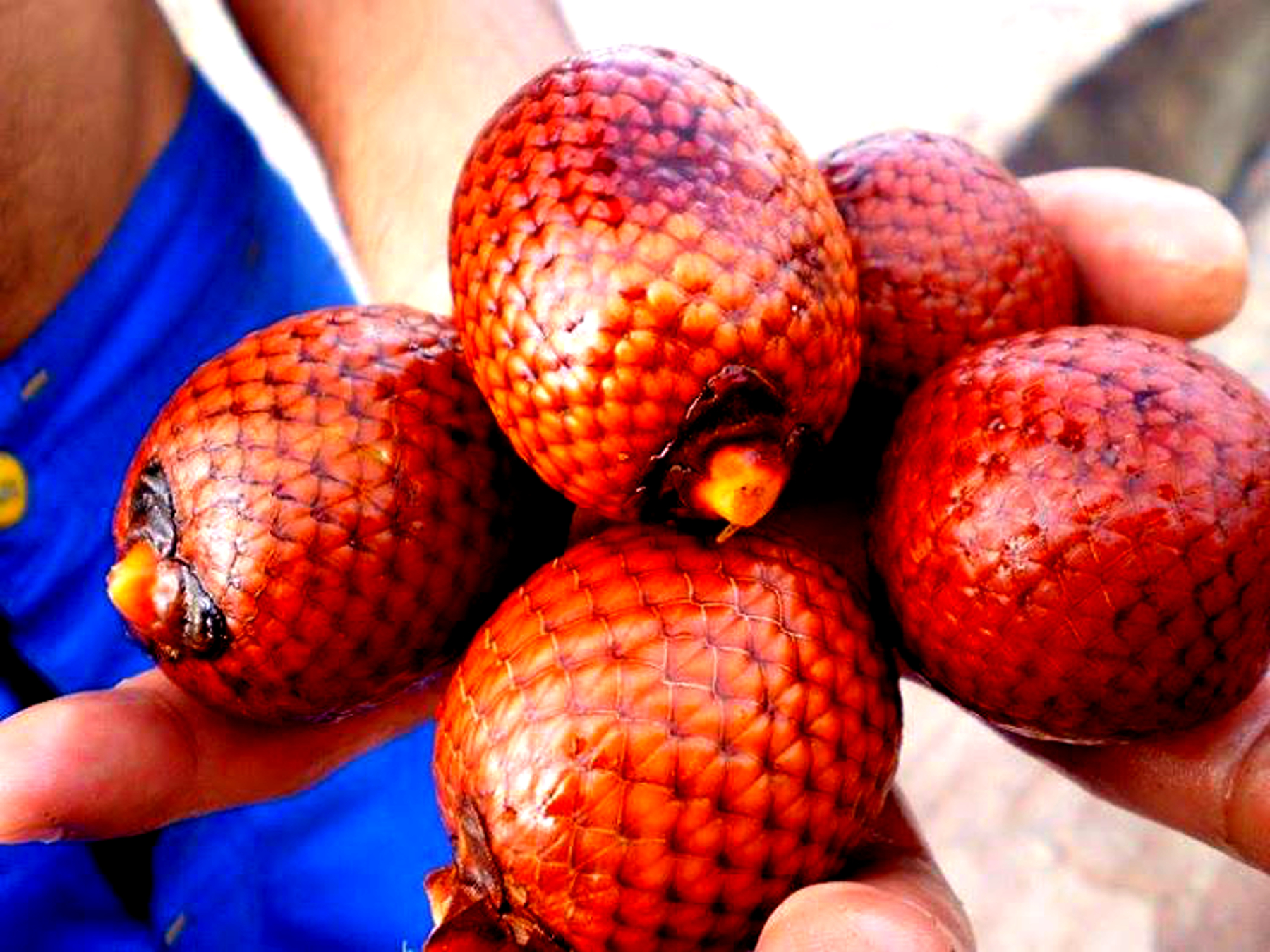
Plody mauricie převislé
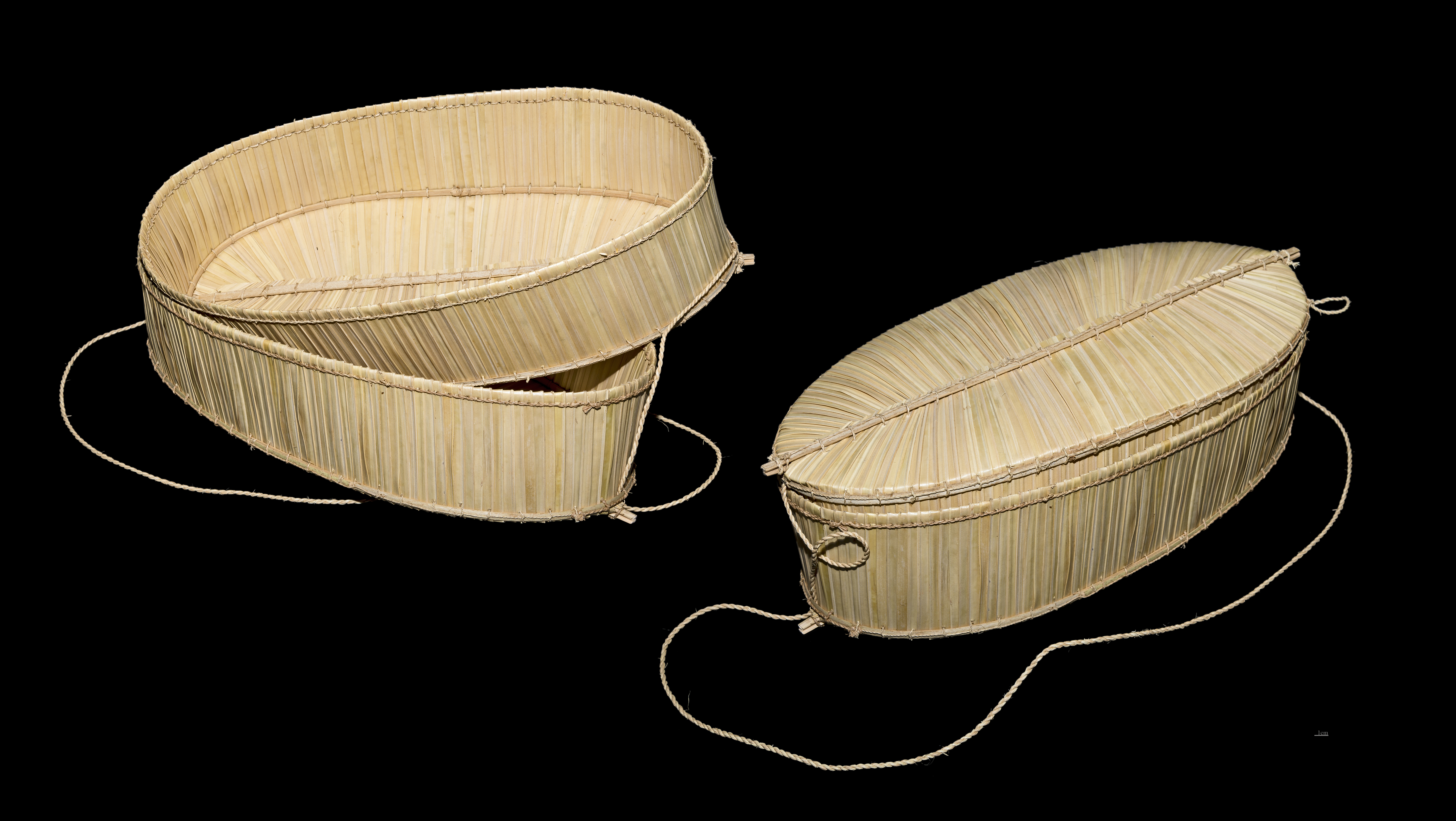
Výrobky z mauricie
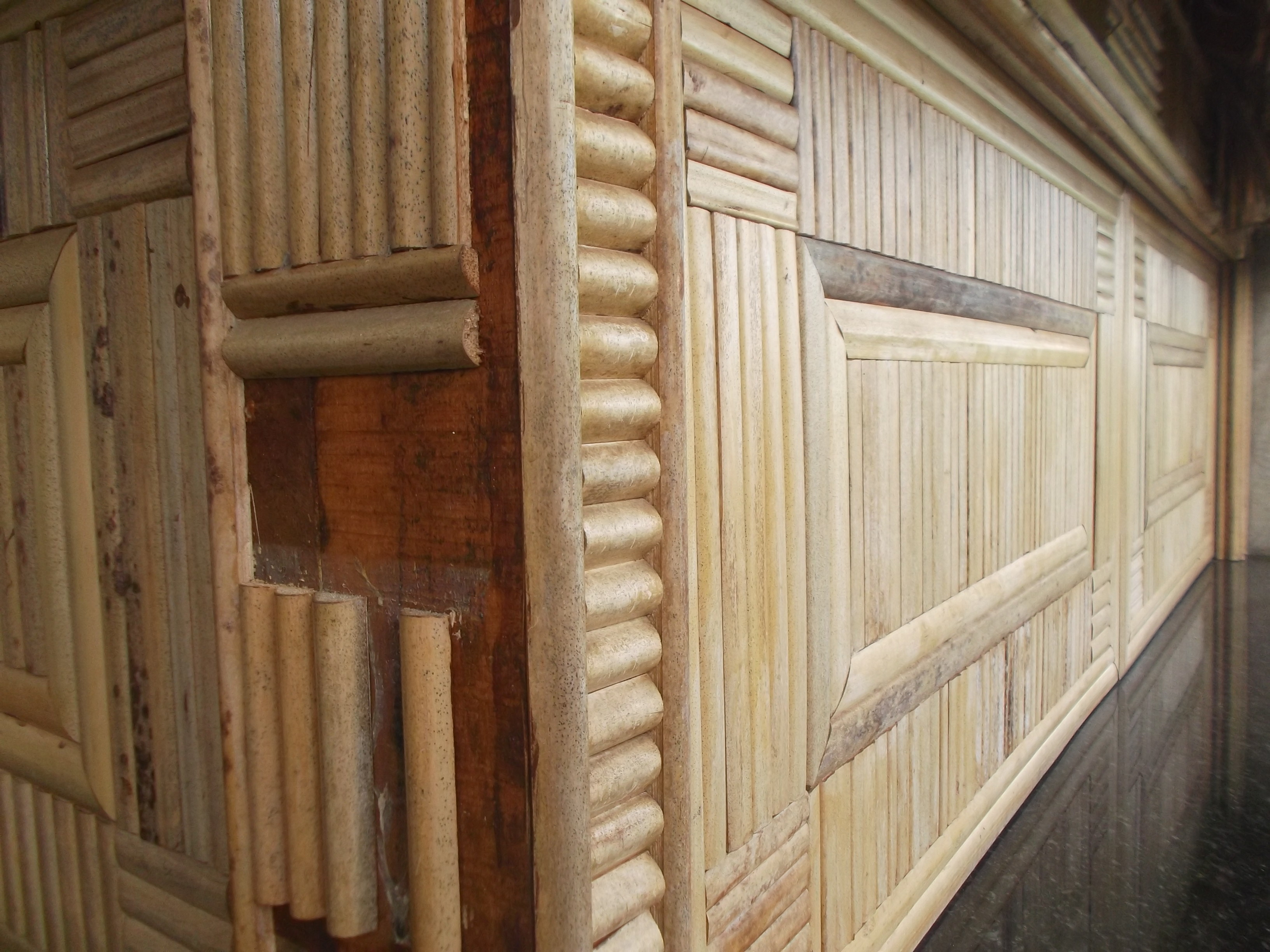
Stavba z kmenů mauricie
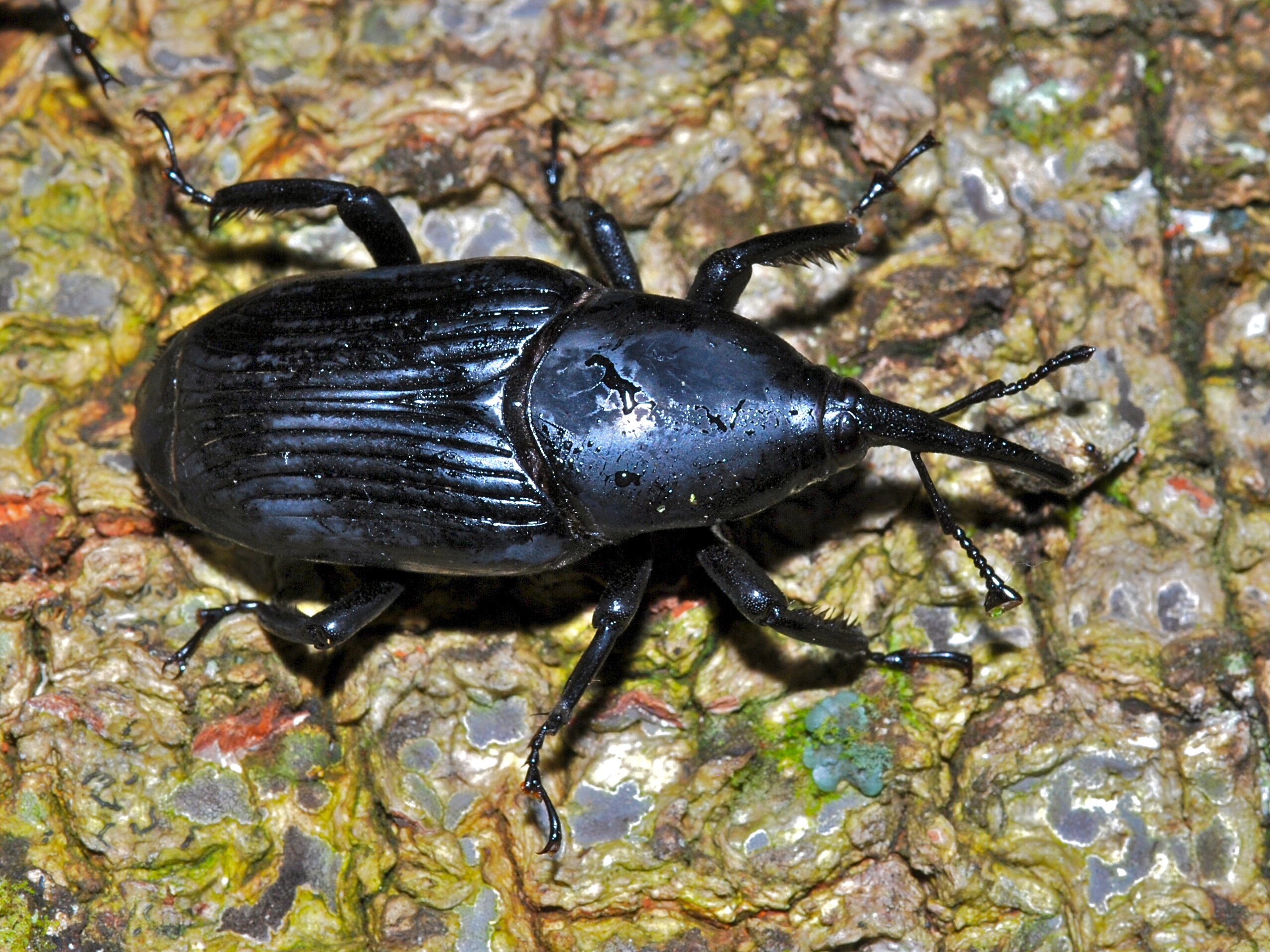
Nosatec Rhynchophorus palmarum